# Paolo Uccello
Paolo Uccello, rođen kao Paolo di Dono, (Pratovecchio kraj Arezza, 1397. – Firenca, 1475.), jedan je od najznačajnijih talijanskih ranorenesansnih slikara; pionir vizualne perspektive, koju je koristio kako bi dobio trodimenzionalno organiziran prostor. Radio je u kasnogotičkoj tradiciji i naglašavao je čiste boje (svijetle crvene, žute i zelene plohe stavlja uz crne konture ostvarujući oštre kontraste), za razliku od klasičnog realizma koji su slijedili ostali slikari tog razdoblja. 

## Život i djelo
Izvori o životu Paola Uccella su relativno oskudni. Giorgio Vasari je o njemu napisao biografiju 75 godina poslije njegove smrti. Od 1407. sa samo deset godina je šegrtovao kod čuvenog firentinskog kipara Lorenza Ghibertija, gdje je započeo doživotno prijateljstvo s Donatelom. Ghiberti, Gentile da Fabriano i Pisanello su utjecali na njegov kasnogotički, narativni stil i strukturnu kompoziciju. Kasnije na njega utječe i Masaccio, posebice u slikanju ljudskoga lika. Nadimak Uccello („ptičar”) je uzeo jer je uživao u slikanju biljaka i životinja, poglavito ptica.  
Primljen je u slikarski ceh 1415. godine, a od 1424. samostalno je zarađivao kao slikar. Te godine je naslikao „Stvaranje i izgon“ u crkvi Santa Maria Novella u Firenci, kojom je dokazao svoju zrelost kao umjetnik. U to vrijeme učio je geometriju od Manetija, što ga je dovelo do rješenja problema perspektive i volumena.
U Veneciju je otputovao 1425. kako bi radio na mozaicima fasade crkve Svetog Marka. Postoje neki zapisi da je posjetio Rim prije povratka u Firencu 1431. Radio je i na freskama u Pratu i Bologni. 
Uccello se vratio u Firencu gdje je veći dio svog života radio za različite crkve i pokrovitelje. Nadgrobni spomenik sir Johnu Hawkwoodu, monokromatsku fresku koja u svojoj plastičnoj monumentalnosti djeluje kao brončani kip, naslikao je 1436., pokazujući svoje zanimanje za perspektivu. Tijekom 1443. slikao je figure na satu i vitraje firentinske katedrale. Tijekom 1444. i 1445. radio je i u Padovi (likovi tzv. giganata u palači Vitaliani, uništeni), te je ponovno u Firenci od 1447. do 1454., kad je naslikao Prizore monaškog života za crkvu San Miniato al Monte.
Oko 1450. do 1456. slikao je svoje čuvene slike: Sv. Juraj ubija zmaja (danas u Londonu i Parizu) i Bitka kod San Romana za palaču Medici (tri prizora danas razdvojeni u Firenci, Parizu i Londonu). Bitka kod San Romana u tri prizora prikazuje pobjedu firentinske vojske nad sijenskom vojskom u bitci koja se odigrala 1432. godine. Na ovoj slici je posebnim perspektivnim oblikovanjem ostvario dubinu prizora živog bojnog polja. 
U Urbinu je boravio od 1465. do 1469. i radio je za Kongregaciju Svetog Sakramenta („Legenda o hostiji”, 1467. – 69). Posljednje djelo mu je bilo Noćni lov (dva prizora, danas u muzeju Ashmolean u Oxfordu) iz oko 1470. Umro je 1475. u 78 godini života.
Preciznim analitičkim pristupom i znanstvenim metodama pokušao je slikati trodimenzionalne oblike i prostor. Perspektiva na njegovim slikama utjecala je na čuvene slikare kao što su Piero della Francesca, Albrecht Dürer i Leonardo da Vinci.

## Vanjske poveznice
- Paolo Uccello u Vasarijevim „Životima”  Arhivirana inačica izvorne stranice od 8. studenoga 2005. (Wayback Machine) (engl.)
- Web Gallery of Art: Paolo Uccello (engl.)
- Paolo Uccello  Arhivirana inačica izvorne stranice od 7. studenoga 2005. (Wayback Machine) (tal.)